# Helianthemum tornesae
Helianthemum tornesae är en solvändeväxtart som beskrevs av Pérez Dacosta, Mateo och J.M.Aparicio. Helianthemum tornesae ingår i släktet solvändor, och familjen solvändeväxter. Inga underarter finns listade i Catalogue of Life.